# 2020年東京パラリンピックのレソト選手団
2020年東京パラリンピックのレソト選手団は、2021年8月24日から9月5日まで日本の東京で開催された2020年東京パラリンピックレソト選手団の名簿。

## 選手団
- 人員: 選手 1人
- 開会式旗手: リシソ・コトレレ

## 種目別選手・スタッフ名簿及び成績

### 陸上
| 選手             | 種目           | 結果      | 順位 |
| ---------------- | -------------- | --------- | ---- |
| リシソ・コトレレ | 女子円盤投 F64 | 22.75m PB | 9位  |